# Olympische Geschichte Albaniens
| Gelbes Symbol für Goldmedaillen mit stilisierten Olympischen Ringen | Graues Symbol für Silbermedaillen mit stilisierten Olympischen Ringen | Braundes Symbol für Bronzemedaillen mit stilisierten Olympischen Ringen |
| ------------------------------------------------------------------- | --------------------------------------------------------------------- | ----------------------------------------------------------------------- |
| —                                                                   | —                                                                     | 2                                                                       |

Albanien schickte erstmals 1972 Sportler zu Olympischen Sommerspielen. Es folgte eine 20-jährige Pause. Erst 1992 entsandte das Komiteti Olimpik Kombëtar Shqiptar, das bereits 1958 gegründet worden war, wieder Athleten zu Olympischen Spielen. Jugendliche Sportler nahmen an den beiden bislang ausgetragenen Jugend-Sommerspielen teil.

## Übersicht

### Sommerspiele

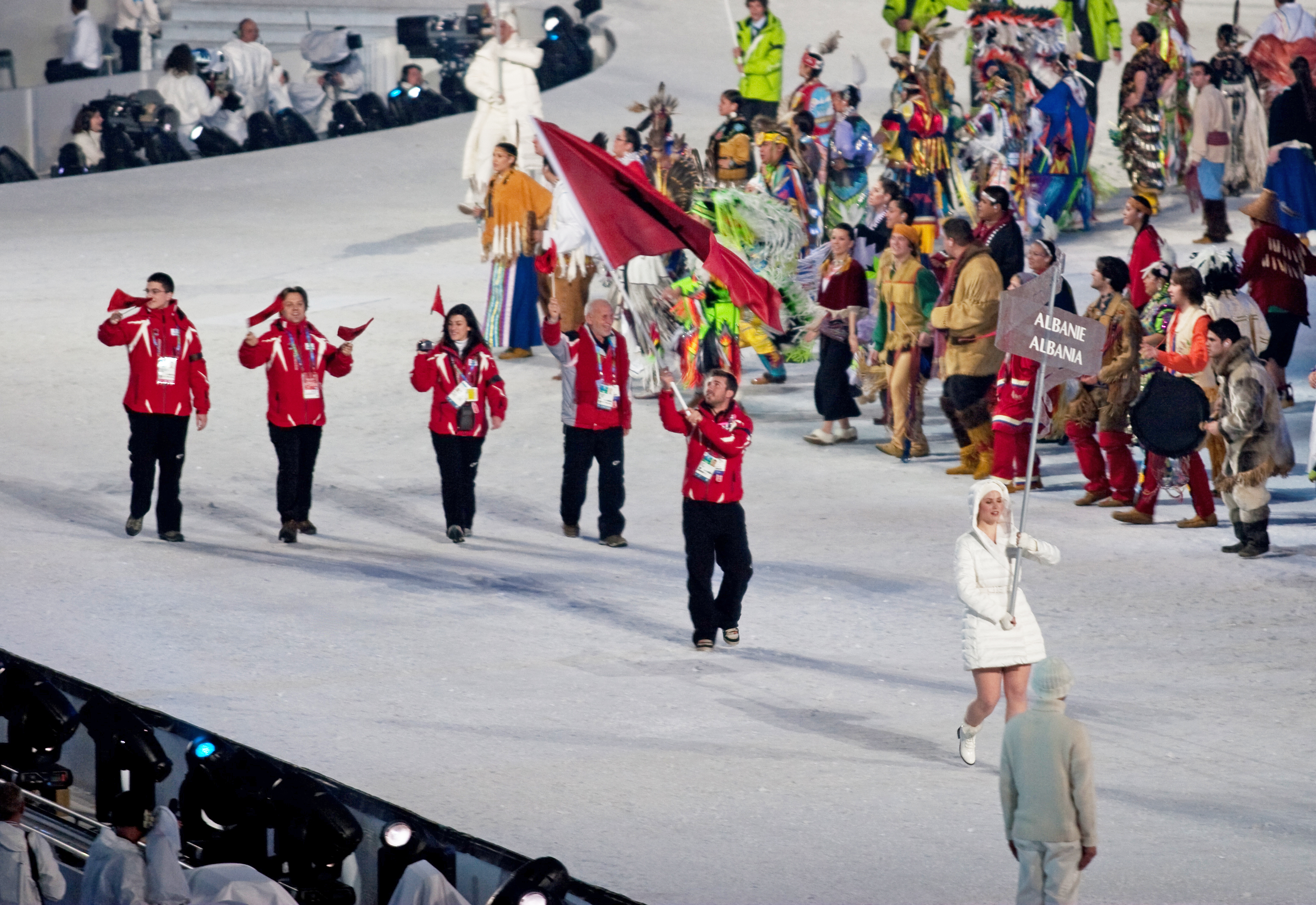
Einmarsch der albanischen Sportler bei der Eröffnungsfeier der Olympischen Winterspiele 2010 in Vancouver

Die erste Olympiamannschaft Albaniens wurde an die Olympischen Sommerspiele 1972 in München entsandt und bestand aus Sportschützen und Gewichthebern. Die ersten Olympioniken des Landes waren am 27. August 1972 die Sportschützen Fatos Pilkati und Afërdita Tusha. Zur Delegation gehörten neben den fünf Athleten noch der Sportminister, zwei Trainer und ein Aufpasser der Geheimpolizei Sigurimi. Ymer Pampuri erzielte als Gewichtheber einen Achtungserfolg. In der Folge verzichtete die Sozialistische Volksrepublik Albanien vier Mal in Folge auf eine Teilnahme an Olympischen (Sommer-)Spielen – Staatsführer Enver Hoxha meinte, die albanischen Athleten hätten kein Weltniveau, was so aber nicht für alle stimmte.
Nach der politischen Wende nahmen albanische Athleten nebst Gewichtheben und Schießen in den Sportarten Leichtathletik und Schwimmen (ab 1992), Radsport und Ringen (ab 1996) und Judo (ab 2008) an Sommerspielen teil. 1996 nahm die Leichtathletin Mirela Manjani im Speerwurf teil.
Einen ersten Erfolg für Albanien erzielte 2000 in Sydney der Gewichtheber Ilirjan Suli, welcher im Mittelgewicht den fünften Platz errang. 2008 erreichte Romela Begaj im Leichtgewicht Platz 6. Briken Calja wurde 2016 im Leichtgewicht Fünfter, 2021 in Tokio Vierter – nur ein Kilogramm fehlte ihm zur ersten Medaille für Albanien. Luiza Gega qualifizierte sich im Hindernislauf als erste albanische Athletin für das Finale in einer Leichtathletikdisziplin und erreichte dort den 13. Rang.

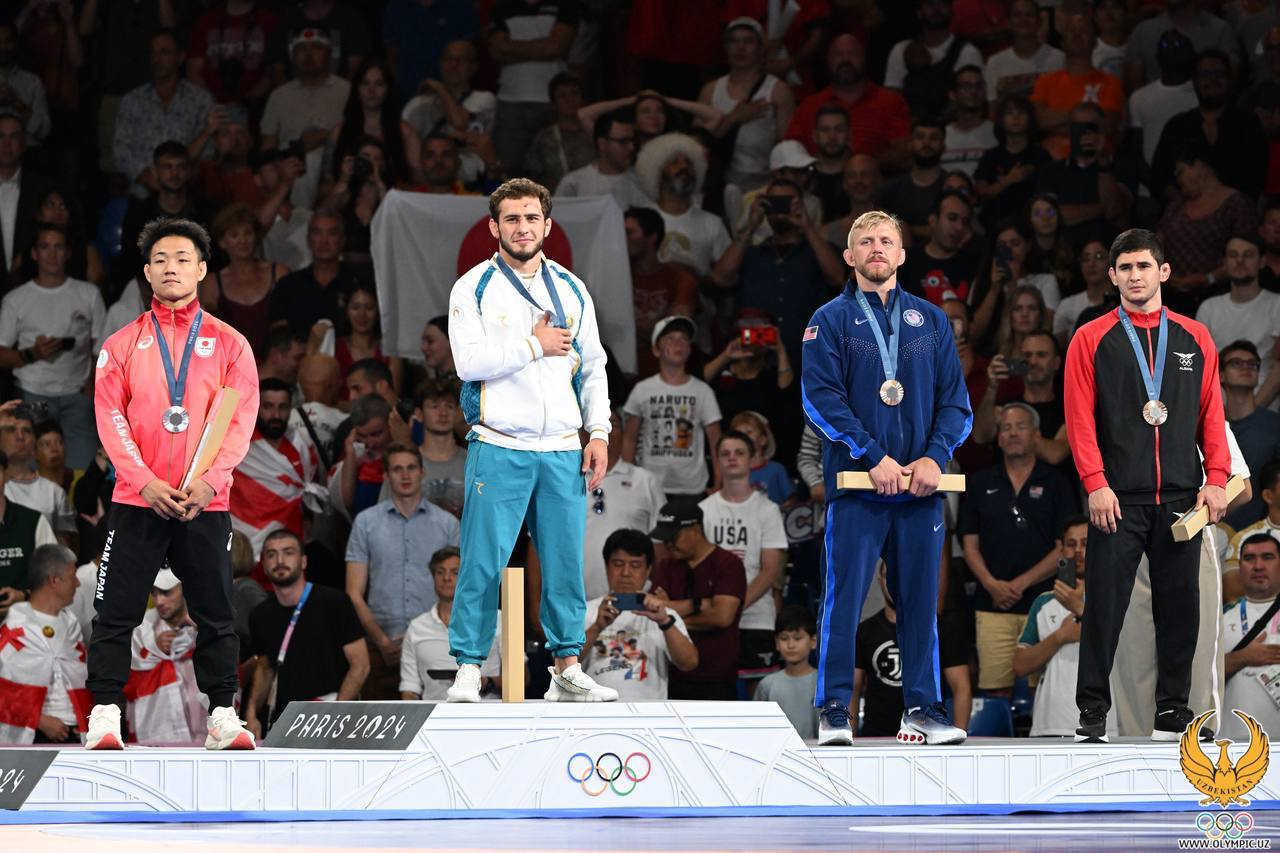
Chermen Valiev, Albaniens erster olympischer Medaillensieger, bei der Siegerehrung in Paris 2024

Die erste olympische Medaille für Albanien errang Tschermen Walijew bei den Sommerspielen 2024 in Paris. Im Freistilringen der Männer im Weltergewicht gewann er eine der beiden Bronzemedaillen. Nur einen Tag später gewann auch Islam Dudajew im Freistilringen der Männer im Leichtgewicht eine der beiden Bronzemedaillen.

### Winterspiele

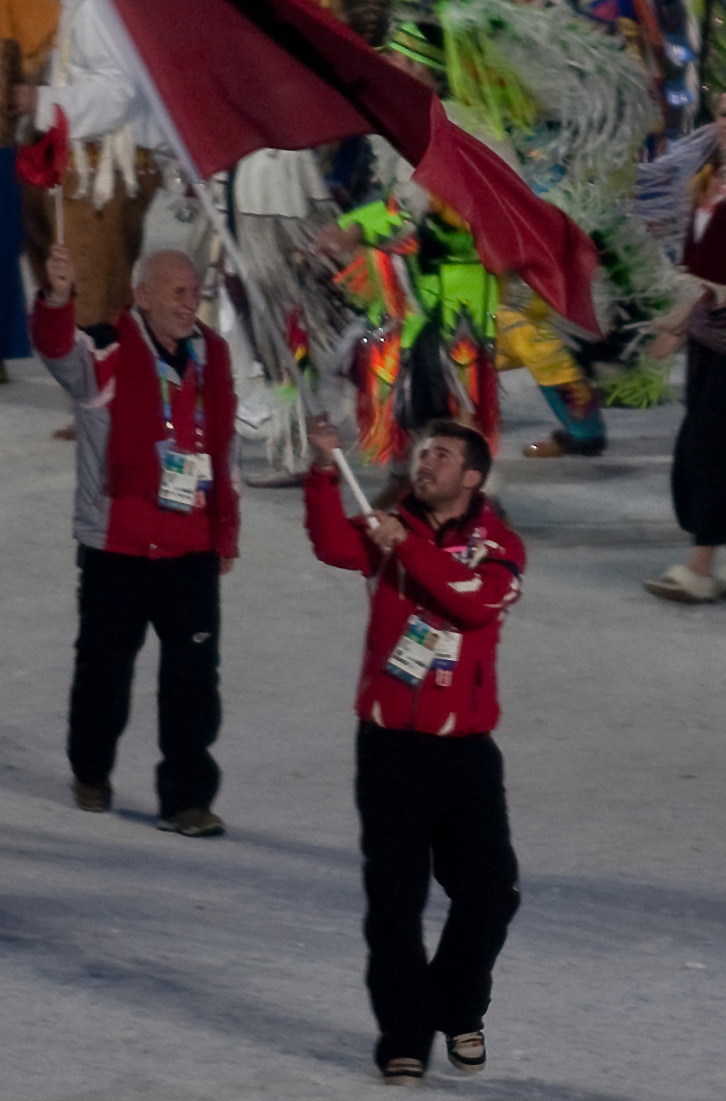
Einmarsch der albanischen Mannschaft 2010 in Vancouver mit Erjon Tola als Fahnenträger

Albanische Wintersportler traten bislang ausschließlich im alpinen Skisport an. Der erste Winterolympionike Albaniens war am 18. Februar 2006 Erjon Tola. Die erste albanische Frau bei Winterspielen war am 18. Februar 2018 Suela Mëhilli. Medaillen konnten bei bislang fünf Teilnahmen nicht gewonnen werden.

### Jugendspiele
Vier jugendliche Sportler, zwei Jungen und zwei Mädchen, gingen bei der ersten Austragung von Olympischen Jugend-Sommerspielen 2010 in Singapur an den Start. Sie traten in den Sportarten Leichtathletik, Judo, Rudern und Schwimmen an.
2014 in Nanjing nahmen fünf Athleten, drei Junge und zwei Mädchen, teil. Sie gingen in der Leichtathletik sowie im Radsport und im Schwimmen an den Start.

## Übersicht der Teilnehmer

### Sommerspiele
| Jahr      | Athleten           | Athleten           | Athleten           | Sportarten         | Sportarten         | Sportarten         | Sportarten         | Sportarten         | Sportarten         | Sportarten         | Medaillen          | Medaillen          | Medaillen          | Medaillen          | Rang               |
| Jahr      | ∑                  |                    |                    |                    |                    |                    |                    |                    |                    |                    |                    |                    |                    | Medaillen – Gesamt | Rang               |
| --------- | ------------------ | ------------------ | ------------------ | ------------------ | ------------------ | ------------------ | ------------------ | ------------------ | ------------------ | ------------------ | ------------------ | ------------------ | ------------------ | ------------------ | ------------------ |
| 1896–1968 | nicht teilgenommen | nicht teilgenommen | nicht teilgenommen | nicht teilgenommen | nicht teilgenommen | nicht teilgenommen | nicht teilgenommen | nicht teilgenommen | nicht teilgenommen | nicht teilgenommen | nicht teilgenommen | nicht teilgenommen | nicht teilgenommen | nicht teilgenommen | nicht teilgenommen |
| 1972      | 5                  | 4                  | 1                  | 1                  |                    |                    |                    |                    | 4                  |                    |                    |                    |                    |                    |                    |
| 1976–1988 | nicht teilgenommen | nicht teilgenommen | nicht teilgenommen | nicht teilgenommen | nicht teilgenommen | nicht teilgenommen | nicht teilgenommen | nicht teilgenommen | nicht teilgenommen | nicht teilgenommen | nicht teilgenommen | nicht teilgenommen | nicht teilgenommen | nicht teilgenommen | nicht teilgenommen |
| 1992      | 7                  | 5                  | 2                  | 3                  |                    | 1                  |                    |                    | 2                  | 1                  |                    |                    |                    |                    |                    |
| 1996      | 7                  | 3                  | 4                  | 1                  |                    | 2                  | 1                  | 1                  | 2                  |                    |                    |                    |                    |                    |                    |
| 2000      | 4                  | 2                  | 2                  | 1                  |                    | 2                  |                    |                    | 1                  |                    |                    |                    |                    |                    |                    |
| 2004      | 7                  | 5                  | 2                  | 2                  |                    | 2                  |                    | 1                  |                    | 2                  |                    |                    |                    |                    |                    |
| 2008      | 11                 | 7                  | 4                  | 3                  | 1                  | 2                  |                    | 2                  | 1                  | 2                  |                    |                    |                    |                    |                    |
| 2012      | 10                 | 6                  | 4                  | 4                  | 1                  | 2                  |                    |                    | 1                  | 2                  |                    |                    |                    |                    |                    |
| 2016      | 6                  | 3                  | 3                  | 2                  |                    | 2                  |                    |                    |                    | 2                  |                    |                    |                    |                    |                    |
| 2020      | 9                  | 6                  | 3                  | 2                  |                    | 2                  | 1                  |                    | 1                  | 2                  |                    |                    |                    |                    |                    |
| 2024      | 8                  | 5                  | 3                  |                    |                    | 2                  |                    | 3                  | 1                  | 2                  |                    |                    | 2                  | 2                  | 80                 |
| Gesamt    | Gesamt             | Gesamt             | Gesamt             | Gesamt             | Gesamt             | Gesamt             | Gesamt             | Gesamt             | Gesamt             | Gesamt             | 0                  | 0                  | 2                  | 2                  |                    |

### Winterspiele
| Jahr      | Athleten           | Athleten           | Athleten           | Sportarten         | Medaillen          | Medaillen          | Medaillen          | Medaillen          | Rang               |
| Jahr      | ∑                  |                    |                    |                    |                    |                    |                    | Medaillen – Gesamt | Rang               |
| --------- | ------------------ | ------------------ | ------------------ | ------------------ | ------------------ | ------------------ | ------------------ | ------------------ | ------------------ |
| 1924–2002 | nicht teilgenommen | nicht teilgenommen | nicht teilgenommen | nicht teilgenommen | nicht teilgenommen | nicht teilgenommen | nicht teilgenommen | nicht teilgenommen | nicht teilgenommen |
| 2006      | 1                  | 1                  | 0                  | 1                  |                    |                    |                    |                    |                    |
| 2010      | 1                  | 1                  | 0                  | 1                  |                    |                    |                    |                    |                    |
| 2014      | 2                  | 1                  | 1                  | 1                  |                    |                    |                    |                    |                    |
| 2018      | 2                  | 1                  | 1                  | 1                  |                    |                    |                    |                    |                    |
| 2022      | 1                  | 1                  | 0                  | 1                  |                    |                    |                    |                    |                    |
| Gesamt    | Gesamt             | Gesamt             | Gesamt             | Gesamt             | 0                  | 0                  | 0                  | 0                  |                    |

## Medaillengewinner

### Goldmedaillen
Bislang (Stand 2024) keine Goldmedaillen

### Silbermedaillen
Bislang (Stand 2024) keine Silbermedaillen

### Bronzemedaillen
| Name              | Spiele     | Sportart | Disziplin                 |
| ----------------- | ---------- | -------- | ------------------------- |
| Tschermen Walijew | 2024 Paris | Ringen   | Freistil Klasse bis 65 kg |
| Islam Dudajew     | 2024 Paris | Ringen   | Freistil Klasse bis 65 kg |

## Medaillen nach Sportart
| Sportart | Gold | Silber | Bronze | Gesamt |
| Ringen   | 0    | 0      | 2      | 2      |
| Gesamt   | 0    | 0      | 2      | 2      |